# 事象 (確率論)
確率論において、事象（じしょう、英: event）とは、試行によって起こり得る結果をいくつか集めた集合で、確率があると考えられるもののことである。特に、これ以上分けられない事象（1つだけの結果を含む事象）を根元事象（こんげんじしょう）という。
根元事象の確率全体がどれも等しいとき同様に確からしいという。同様に確からしいのは、結果（事象）が有限個のときに限られる。例えば、ゆがみのないコインやサイコロを投げるときである。
事象に対してその事象が起こらない事象（集合でいう補集合）は余事象と呼ばれる。これらにより事象の生起を考えるベルヌーイ試行が定義される。
試行の結果全体の集合を標本空間（全事象）という。標本空間が高々可算集合の場合はどの部分集合にも確率が定義できる（事象空間は標本空間の冪集合に等しい）が、非可算集合の場合は確率測度で非可測の集合があるため、一般に事象とは、確率測度に関して可測である集合となる（詳細は#確率空間における事象を参照）。

## 例

サイコロを1回投げる試行において、標本空間 Ω を出る目全体としたときの事象の例。出る目が奇数である事象を A とすると、その確率は 3/6 = 1/2 である。

ジョーカーを除いた52枚のトランプからカードを1枚引くという試行において、根元事象は52枚のカード全てであり、事象は根元事象の和集合および空集合により得られる。標本空間とは根元事象全体の集合である。
（例）（括弧内の数字は事象持つ元の数）
- 赤かつ黒である (0)
- ハートの5である (1)
- キングである (4)
- 絵札である (12)
- スペードである (13)
- 絵札または赤である (32)
- カードである (52)

どんな事象も集合なので、ベン図によって図示できる（右図）。標本空間 Ω 内のどの結果も同様に確からしいとき、事象 A の起こる確率は
{\displaystyle P(A)={\frac {\vert A\vert }{\vert \Omega \vert }}}
で与えられ（{\displaystyle \Pr(A)=\vert A\vert /\vert \Omega \vert } と書くこともある）、これは前掲の事象にも適用される。

## 確率空間における事象
標本空間が非可算無限集合の場合は、標本空間から生成される集合全てに確率が定義できるとは言い切れないという問題が起こる。
非等確率空間の場合は、確率は公理的確率として確率測度で定義できる。一般に、選択公理を認めるとルベーグ非可測集合が構成できる。したがって、確率が定義できない集合がありうるということになる。数学では、このような病的な集合を定義から除外し、標本空間のσ-代数のみを事象として取り扱う。（詳細は確率空間を参照）
正規分布を含む多くの標準的な確率分布では標本空間は実数全体（あるいはその部分集合）である。結合確率や条件付き確率などを適切に扱うには、確率空間の定義が必要である。

## 事象の確率変数による表記
本来、事象は標本空間 Ω の部分集合であるが、確率変数の変域として指定されることが多い。例えば、標本空間 Ω 上の実確率変数 X が与えられたとき、事象
{\displaystyle \{\,\omega \in \Omega \mid a<X(\omega )\leq b\,\}}
は区間 (a, b] の確率変数 X による逆像 X −1((a, b]) であるが、これを
{\displaystyle a<X\leq b}
と略す。この事象の確率を
{\displaystyle P(a<X\leq b)=P(X\leq b)-P(X\leq a)}
と略記することが特に多い。